# God Is in the TV
God Is in the TV (znana również jako God is in the TV, God Is In The TV) – brytyjska strona internetowa poświęcona muzyce rozrywkowej i kulturze. Istnieje od 2003 roku.

## Profil
Serwis internetowy God Is in the TV został założony w 2003 roku w Cardiff przez Billa Cummingsa, który rozwinął go z pomocą zespołu redaktorów i autorów z całej Wielkiej Brytanii. God Is in the TV jest platformą niezależną, zapewniającą zapraszanym dziennikarzom muzycznym swobodę twórczą w wyrażaniu swoich opinii na stronie, w recenzowaniu i analizowaniu najnowszych wydawnictw oraz promowaniu ulubionych zespołów. Podczas swej działalności God Is in the TV wypromował w początkowym okresie kariery artystycznej takie zespoły jak: Arctic Monkeys, Los Campesinos!, The Long Blondes, iLiKETRAiNS, i The Joy Formidable. W 2015 roku zastępca redaktora Simon Godley zdobył tytuł dziennikarza festiwalowego roku, a serwis zdobył tytul strony internetowej roku The Association of Independent Festivals podczas ceremonii w Cardiff.
Recenzje albumów muzycznych God Is in the TV sa cytowane w agregatorach opinii muzycznych Album of the Year i AnyDecentMusic?, natomiast strona jest wymieniana w czasopismach i stronach internetowych: Drowned in Sound, Gigwise, The Guardian i NME.

## Wydawnictwa muzyczne
- 2006 – Akira: God Is in the CD[8]
- 2021 – A Carnival Of Sorts: An R.E.M. Covers Compilation – nakładem God Is In The TV Zine[9]
- 2022 – Come Into My World: A collection of Kylie Minogue Covers[10]
- 2023 – Pictures of You: A compilation of covers of songs by The Cure[11]